# 三星Galaxy Tab S 10.5
三星Galaxy Tab S 10.5（英語：Samsung Galaxy Tab S 10.5）是一部由三星電子製造及銷售、基於Android系統的10.5吋平板電腦，屬於該公司高端「S」系列產品線，但又結合三星Galaxy Tab及三星Galaxy S兩個系列的產品之一（同期產品亦包括8.4吋的三星Galaxy Tab S 8.4）。該產品於2014年6月12日發佈，並於同年7月正式推出，為三星電子首部旨在作為iPad Air競爭對手的10.5吋平板電腦型號。

## 歷史
三星Galaxy Tab S於2014年6月12日在紐約舉行的Samsung Galaxy Premiere上發佈，與Galaxy Tab S 8.4同步登場。

## 裝置特色
Galaxy Tab S 10.5於推出時採用Android 4.4.2 KitKat作業系統，並搭載基於三星自主設計界面的TouchWiz Nature UX 3.0軟體。該產品除內置Google自家應用程式外，亦包括ChatON、S Suggest、S Voice、S Translator、S Planner等三星應用程式。
該產品提供僅Wi-Fi及Wi-Fi + 4G/LTE兩款型號。視乎型號，該產品提供16 GB及32 GB內部存儲選項，亦配備microSDXC卡槽，支援高達128 GB的額外存儲空間。產品配備一塊10.5吋、解像度為2560×1600的WQXGA Super AMOLED顯示屏（像素密度為287 ppi）。而在鏡頭方面，Galaxy Tab S 10.5配備一支不設閃光燈的210萬像素前置鏡頭，以及一支800萬像素、具備自動對焦功能及閃光燈的後置鏡頭，並支援錄製高清影片。
Galaxy Tab S包含一個名為「Multi Window」的功能，容許用戶於同一個顯示屏同時享受兩種娛樂（雙屏技術），例如同時開啟兩個應用程式（諸如一個視頻播放程式加上一個社交媒體程式）。
該產品的Wi-Fi型號採用三星Exynos 5 Octa 5420中央處理器，而4G/LTE型號則採用高通驍龍800晶片組（包括Krait 400 2.3GHz四核心處理器，僅限Sprint及Verizon版本）或Exynos八核心處理器。南韓市場型號則配備升級版Exynos 7 Octa 5433處理器。

### 更新
2015年3月17日，Galaxy Tab S 10.5 Wi-Fi於法國及加拿大的用戶獲推送Android 5.0.2 Lollipop的更新。截至2015年4月6日，只有加拿大及法国地區才能透過OTA（Over The Air）形式進行更新，且僅限於Wi-Fi型號版本。對於有關做法的理由，有指是相關產品於上述兩個國家的銷量於Galaxy Tab S系列中比較高，另一說法是由於Android 5.0.2版本加入對法语的支援，而有關語言為約6000萬法國人及約1000萬加拿大人的主要語言。
隨後，三星官方宣佈會於同年4月底於部份歐洲地區，為Galaxy Tab S 10.5 4G/LTE推送Android 5.0 Lollipop的OTA更新。這些國家包括斯洛文尼亚、捷克共和國、克罗地亚及瑞士。
2015年6月起，該產品於意大利的用戶獲推送Android Lollipop的更新；而截至同年10月，相關更新亦於美國推出。
整個Galaxy Tab S系列亦可透過OTA方式升級至Android Marshmallow，當中10.5吋版本於2016年8月26日開始於所有版本推出，唯於加拿大銷售的LTE型號（SM-T805W）除外，意味著該等型號將不會更新至有關版本。

### 第三方更新
LineageOS 14.1（基於Android 7 (Nougat)）可供三星Galaxy Tab S 10.5 Wi-Fi使用。

## 評價
《The Verge》讚揚該產品的AMOLED顯示屏，認為該顯示屏比iPad Air還要薄，並認為Multi-Window功能實用。然而，該網站並不滿意該產品的塑膠機身設計和大量令人困惑的軟件功能，並認為指紋掃描器難以使用。